# Mohammad Mohsen Emami
Mohammad Mohsen Emami (anhörenⓘ persisch محمد محسن امامی, [mohæmmæd mohsɛn ɛ ɛmɑmi]) war ein bekannter Kalligraf der Thuluth-Schrift in der Safawiden-Ära. Er war ein Sohn Mohammad Reza Emamis und der Vater Ali Naghi Emamis, die auch bekannte Kalligrafen der Thuluth-Schrift waren.
Viele Inschriften Mohammad Mohsen Emamis sind an den historischen Bauten Isfahans übriggeblieben. Obwohl Emami auch sehr gut in der Nastaliq- und Naschī-Schrift war, war er aber Experte in der Thuluth-Schrift. Seine übriggebliebenen Inschriften sind meistens in der Thuluth-Schrift. Er lebte in der Zeit von Safi II. und Sultan Hosein.